# Sacred Heart
Az 1985-ös Sacred Heart az amerikai Dio heavy metal zenekar harmadik nagylemeze.

## Története
Az 1985-ben, a Warner Bros. Records által kiadott album 1985. október 15-én lett aranylemez.
A zenekarnak 2009-ig kellett várnia következő aranylemezére, a The Very Beast of Dio-ra.
Ezen az albumon szerepelt utoljára Vivian Campbell, aki kilépve a zenekarból, más együtteseknél próbált szerencsét.

## Borító
A borítót Robert Florczak készítette. A borító szegélye mentén egy latin szöveg található:
FINIS PER SOMNIVM REPERIO TIBI SACRA COR VENEFICVS OSTIVM AVRVM. Ez többféleképpen
értelmezhető a pontos központozás hiányában. A jelentések megközelítik a Sacred Heart
dal szövegének némely sorait.

## Fogadtatás
A lemezbemutató turné rendkívül látványos volt. Nemcsak lézerfények kísérték, hanem a színpadon
egy 18 láb (5,5 m) magas gépesített sárkány is feltűnt. A sárkányt a zenekar tagjai Denzilnek nevezték, holott eredetileg Deannek hívták. A díszlet egy kastélyt, valamint két lézerkarddal küzdő lovagot ábrázolt. A turné minden idők legnagyobbjai közé tartozik, kb. 250 000 amerikai dollárba került a színpad felállítása. Az albumon szereplő Hungry for Heaven című dal a Vision Quest című filmben is feltűnt.

## Az album dalai
A dalok szövegét Ronnie James Dio írta.
| 1. | King of Rock and Roll    | Appice, Bain, Campbell, Dio | 3:49 |
| 2. | Sacred Heart             | Appice, Bain, Campbell, Dio | 6:27 |
| 3. | Another Lie              | Dio                         | 3:48 |
| 4. | Rock 'n' Roll Children   | Dio                         | 4:32 |
| 5. | Hungry for Heaven        | Bain, Dio                   | 4:10 |
| 6. | Like the Beat of a Heart | Bain, Dio                   | 4:24 |
| 7. | Just Another Day         | Campbell, Dio               | 3:23 |
| 8. | Fallen Angels            | Appice, Bain, Campbell, Dio | 3:57 |
| 9. | Shoot Shoot              | Appice, Bain, Campbell, Dio | 4:20 |

## Helyezések
| Ország  | Helyezés | Eladási minősítés |
| ------- | -------- | ----------------- |
| Amerika | 29       | arany             |
| Anglia  | 4        | -                 |

| Év   | Kislemez               | Amerikai helyezés | Angol helyezés |
| ---- | ---------------------- | ----------------- | -------------- |
| 1985 | Rock 'n' Roll Children | 26                | 26             |
| 1985 | Hungry for Heaven      | 30                | 72             |

## Közreműködők

### Dio
- Ronnie James Dio – ének
- Vivian Campbell – gitár
- Jimmy Bain – basszusgitár
- Claude Schnell – billentyűk
- Vinny Appice – dob

### Produkció
- Ronnie James Dio – producer
- Angelo Arcuri – hangmérnök
- Gary McGachan – hangmérnökasszisztens
- Greg Fulginiti – mastering
- Robert Florczak –  illusztráció